# Associação Europeia de Surf Profissional
A Associação Europeia de Surf Profissional (ASP Europe) é o órgão que gere os eventos e os surfistas profissionais da Europa e é dedicada a mostrar os melhores talentos do continente numa variedade de formatos progressivos. É uma das sete regiões de ASP World Tour.

## História

### Criação da ASP
Fundada em 1989, a Europa ASP foi criado para promover o surf profissional na Europa. Visa também beneficiar surfistas europeus, patrocinadores e promotores de eventos semelhantes.
A cada ano este circuito inclui circuitos pro-amadores entre abril e novembro com eventos de 1-6 estrelas, Pro Junior, Longboard e Eventos Especiais. A maioria dos eventos têm lugar nas praias famosas pela suas ondas qualidade. As Canárias, França, Portugal (incluindo os Açores), Espanha, Inglaterra, Irlanda, ... todos organizam campeonatos nas melhores praias de surf e na melhor época do ano.
Mais de 200 dos melhores surfistas profissionais europeus e internacionais participam nesses eventos dando a garantia de um grande espétaculo.
Licença desportiva da ASP
A associação ASP está disponível apenas para as pessoas.

## Circuito Europeu ASP
- ASP Europeu Masculino (Eventos ASP Prime e Estrelas)
- ASP Europeu Feminino (Eventos ASP Estrelas)
- ASP Eurpeu homens e mulheres Série Pro Junior
- ASP Europeu homens e mulheres circuito Longboard
- Eventos Especiais ASP Europa.

Eventos ASP Prime e Estrelas
Um evento ASP Prime ocorre em locais que atendam as ondas de alta qualidade com a inscrição limitada a 96 e com o máximo de pontos para o Ranking ASP World Tour. Um evento ASP 1 Estrela é o menor nível de competição, em comparação ao evento ASP Prime, a sua importância é indica pelo número de estrelas atribuídas: mais estrelas significa mais competência e mais dinheiro do prémio.

### Eventos Júnior ASP
Em 2013, seis homens e duas mulheres vão representar a Europa no campeonato mundial de juniores da ASP. Os Eventos juniores na Europa em cada ano decidem essas classificações. Os surfistas devem ter idade inferior a 21 anos para entrar nestes eventos.

### Eventos Longboard ASP
Quanto ao circuito Junior, esses eventos oferecem a possibilidade do melhor Longboard longboarders Europeu qualificar-se para os eventos da ASP World Tour.

## Regras

### Julgamento
As pontuações variam entre 0,1-10,0 por cada onda surfada durante o heat.
- 0-1,9 = Mau
- 2,0-3,9 = Fraco
- 4,0-5,9 = Médio
- 6,0-7,9 = Bom
- 8,0-10,0 = Excelente

### Critérios de Avaliação
Os Juízes baseiam as pontuações na comparação de todas as ondas surfadas. Para maximizar a pontuação os surfistas devem cumprir os seguintes conceitos em cada onda:
- Compromisso e grau de dificuldade
- Manobras inovadoras e progressivas
- Combinação de manobras principais
- Variedade de manobras
- Potência, velocidade e fluidez entre manobras.

Alguns destes conceitos podem ser alterados em função condições de surf e área de surf durante o dia da competição. Essa abordagem também é diferente para os eventos longboard. Tudo isso visa criar consistência no julgamento que pode ser visto através dos diferentes eventos
Os eventos são previamente classificadas entre 1-6 Estrelas, entre outras coisas, esse ranking mostra o número de juízes necessários no evento. Nos Eventos 1-3 Estrelas são obrigados a ter um painel de seis juízes, quatro juízes em cada Heat. Um evento de 4-6 Estrela requer sete juízes, com cinco dos juízes em cada Heat. Nos eventos 5-6 Estrelas e grandes eventos só podem ser de três juízes da mesma região. Esta regra é limitada a dois juízes, em qualquer evento do circuito mundial. Todos os eventos também exigem chefe de juízes da ASP, que tem a capacidade de fazer correções de erros ou qualquer outra ocorrência que possa afetar os resultados.

### Regras de Competição
Existem muitas regras na água que giram em torno da ideia de quem tem o direito a uma onda ou "prioridade". Um surfista tem prioridade se se encontrar mais próximo da área onde as ondas quebram, é mais conhecido como estar no pico. Se alguém apanha uma onda á frente do surfista que tem a prioridade, será chamada interferência e o surfista será penalizado. Na maioria das circunstâncias, não importa quem se coloca em pé primeiro, mas quem tem a prioridade.
Pode também ser chamada interferência se um surfista surfar mais de 15 ondas num heat. Não é permitido a um competidor interferir com outro competidor que se encontre a manobrar ou a remar para uma onda.
As Regras de prioridade variam ligeiramente conforme o tipo de onda. Em situação de Point break aplica-se sempre a regra básica de interferência, tem prioridade o surfista que se encontra mais próximo da zona inicial do take-off. Numa situação em que há um pico com uma esquerda e uma direita, com o mesmo potencial, tem prioridade o surfista que definir primeiro a direcção. Em praia com picos multiplos, quando os surfistas apanham ondas diferentes e estas se encontram, tem prioridade, o surfista que colocar os pés primeiro na prancha, tendo o outro de manobrar para fora da onda sem perturbar o surfista com prioridade.
Em heats man-man, o chefe de juízes decidi quem tem prioridade. No início do heat não existe prioridade atribuída, e aplica-se a regra básica de prioridade. Depois de um dos atletas surfar a primeira onda, a prioridade passa automaticamente para o segundo surfista. Uma vez que o surfista com a prioridade tenha remado com intenção para uma onda, e exista segunda prioridade, este perde a prioridade. A pessoa com a segunda prioridade pode surfar qualquer onda, desde que não interfira com o surfista com prioridade.
A interferência é marcada com um triângulo nas folhas dos juízes. Apenas as duas melhores ondas contam para a pontuação final do heat. Se for chamada interferência, será descontada 50% da segunda melhor onda. O surfista que sofreu interferência, tem o direito a uma onda adicional durante o heat. Se um surfista interferir mais de duas vezes no mesmo heat, duas interferências chamadas, então, deve deixar a área de competição.

## Campeões ASP Europa

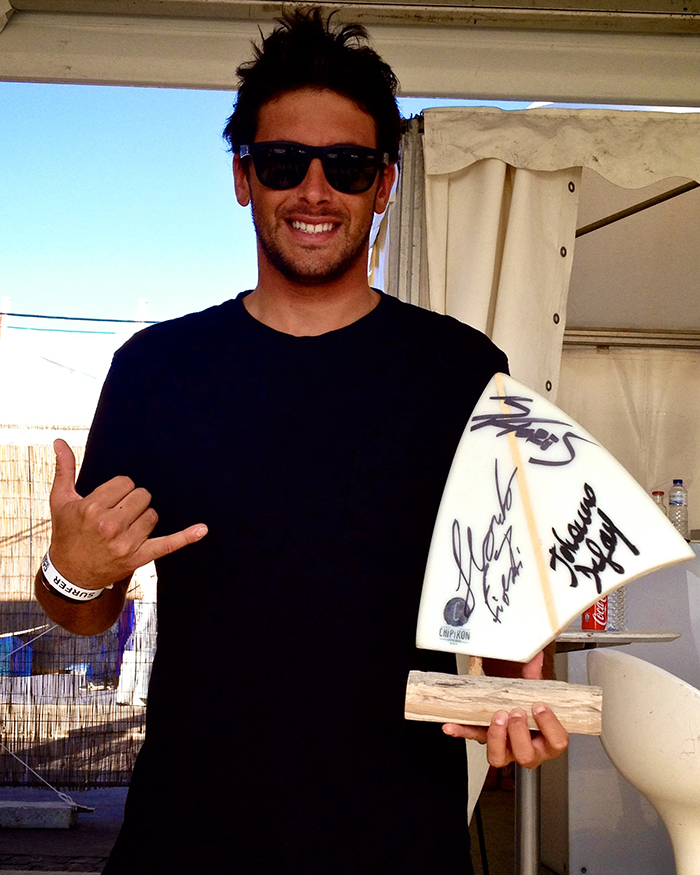
Jeremy Flores of France, 2013 ASP Europe Men's Champion

| Ano  | ASP Campeões Masculinos | ASP Mulheres Campeãs  |
| ---- | ----------------------- | --------------------- |
| 2014 | Joan Duru (FRA)         | Pauline Ado (FRA)     |
| 2013 | Jeremy Flores (FRA)     | Johanne Defay (FRA)   |
| 2012 | Marlon Lipke (DEU)      | Pauline Ado (FRA)     |
| 2011 | Romain Cloitre (FRA)    | Justine Dupont (FRA)  |
| 2010 | Marc Lacomare (FRA)     | Pauline Ado (FRA)     |
| 2009 | Joan Duru (FRA)         | Lee-Ann Curren (FRA)  |
| 2008 | Tim Boal (FRA)          | Justine Dupont (FRA)  |
| 2007 | Aritz Aranburu (EUK)    | Lee-Ann Curren (FRA)  |
| 2006 | Michel Bourez (PYF)     |                       |
| 2005 | Patrick Beven (FRA)     | Caroline Sarran (FRA) |
| 2004 | Justin Mujica (PRT)     | Caroline Sarran (FRA) |
| 2003 | Patrick Beven (FRA)     |                       |
| 2002 | Eric Rebiere (FRA)      |                       |
| 2001 | Eneko Acero (EUK)       |                       |
| 2000 | Eric Rebiere (FRA)      | Patricia Rossi (PYF)  |

| Ano  | ASP Campeões Masculinos Junior | ASP Mulheres Campeãs Junior |
| ---- | ------------------------------ | --------------------------- |
| 2014 | Vasco Ribeiro (POR)            | Tessa Thyssen (FRA)         |
| 2013 | Leonardo Fioravanti (ITA)      | Johanne Defay (FRA)         |
| 2012 | Ramzi Boukhiam (MAR)           | Cannelle Bulard (FRA)       |
| 2011 | Medi Veminardi (REU)           | Johanne Defay (FRA)         |
| 2010 | Charly Martin (FRA)            | Pauline Ado (FRA)           |
| 2009 | Marc Lacomare (FRA)            | Johanne Defay (FRA)         |
| 2008 | Maxime Huscenot (FRA)          | Alizé Arnaud (FRA)          |
| 2007 | Romain Cloitre (FRA)           | Pauline Ado (FRA)           |
| 2006 | Joan Duru (FRA)                |                             |
| 2005 | Jeremy Flores (FRA)            | Pauline Ado (FRA)           |
| 2004 | Marlon Lipke (DEU)             | Caroline Sarran (FRA)       |
| 2000 | Patrick Beven (FRA)            |                             |

| Ano  | ASP Campeões Masculinos Longboard | ASP Mulheres Campeãs Longboard |
| ---- | --------------------------------- | ------------------------------ |
| 2014 | Edouard Delpero (FRA)             | Justine Dupont (FRA)           |
| 2013 | nenhum evento                     | nenhum evento                  |
| 2012 | Antoine Delpero (FRA)             | Alice Lemoigne (FRA)           |
| 2011 | Ben Skinner (GBR)                 | Emilie Libier (FRA)            |
| 2010 | Antoine Delpero (FRA)             | Estitxu Estremo (EUK)          |
| 2009 | Ben Skinner (GBR)                 | Candice O'Donnell (GBR)        |
| 2008 | Michel Demont (PYF)               | Claire Karabatsos (FRA)        |
| 2007 | Michel Demont (PYF)               | Claire Karabatsos (FRA)        |
| 2006 |                                   | Claire Karabatsos (FRA)        |
| 2005 |                                   | Claire Karabatsos (FRA)        |
| 2004 |                                   | Claire Karabatsos (FRA)        |
| 2003 |                                   | Claire Karabatsos (FRA)        |